# Gärds och Albo domsagas tingslag
Gärds och Albo domsagas tingslag var mellan 1892 och 1966 ett tingslag i Kristianstads län i Gärds och Albo häraders domsaga. Tingsplats var Degeberga.
Tingslaget bildades 1892 av Gärds tingslag och Albo tingslag och omfattade Gärds härad och Albo härad. Tingslaget uppgick 1 januari 1967 i Kristianstads domsagas tingslag (för delar i Gärds härad) och Ingelstads och Järrestads domsagas tingslag (för delar i Albo härad)